# 二階堂進
二阶堂进（日语：二階堂 進，1909年10月16日—2000年2月3日），日本政治家，曾在田中角榮内阁担任官房长官，并于1972年陪同田中角荣及外相大平正芳訪問过中国。此后，二阶堂也多次访问中国。曾于1991年获得联合国和平奖。

## 生平
二阶堂进于1909年10月16日生于鹿儿岛县肝属郡高山村，虽然毕业于旧制鹿儿岛县立志布志中学，但由於不擅长課業上的研读而落榜于自己的志愿校。二阶堂認為留在日本對自己的幫助不大，1932年前往美国留学，并於南加州大学政治經濟科畢業，並進入同校的研究生院修讀國際關係科。期間患上肺結核，一度瀕臨死亡邊緣，但他憑著頑強的鬥志克服病魔。碰巧當時肺結核的治療有突破性進展，经过了肺部病患部份切除的手術之後康復，並繼續完成研究院課程畢業。
其時，正值日美关系惡化。想作为日美关系桥梁而在全美各地巡回游说，1941年在未完成志愿的时候回国。回国后在外务省下工作，由于性格上不适应政府性工作，在1942年的众议院议员选举中以大政翼赞会非推荐成员参选。但是由于提倡日美和平而落选。选后成为了山本实彦的秘书。
战后的1946年4月，他首次参选日本众议院。 在第22屆眾議員選舉中，他出戰鹿兒島三區(舊選區)，並成功當選。此後直到引退之前，他共16次当选众议员。當選後的二階堂策劃組建日本协同党，之後又與其他中間黨派組合，成為协同民主党、国民协同党。其間二階堂認識了田中角榮及三木武夫。
其后，参加日本民主党，因为1955年的保守协作过程中组成自由民主党而加入该党。历任劳动政务次官，众议院建设委员长，商工委员长。和田中角荣是在商工委员长时期首度面识，以后好似勇敢的武士，公开地崇拜说“我的兴趣是田中角荣”。
1966年在第一届佐藤荣作内阁中任科学技术厅长官兼任北海道开发厅长官而首次入阁。1967年第二次作藤内阁中连任。在佐藤派内因为拥护田中而稳固了自己的地位，1972年组成了田中派。在向往已久的第一次田中内阁中担任内阁官房长官，作为头号任务支撑着政权，9月与田中角荣首相和大平正芳外长共同访问中国，发表了日中共同声明。在第二次田中内阁中留任官房长官，并担任自由民主党的干事长，支持田中内阁到了最后。
其後、在洛克希德事件的漩涡中，二阶堂的名字也很少被提起，远离了政治前台。在自由民主党被田中角榮（田中派）控制的情况下复出，就任了自民党1980年的总务会长和1981年的干事长。当铃木善幸首相公开表明不出马竞选总裁的位子后，代表执行部门和当时最高顾问的代表福田赳夫进行了激烈辩论。中曾根康弘内阁中留任干事长。作为担负田中判决选举中自民党大败的责任辞去干事长的职务。1984年就任自民党副总裁。中曾根连任的选举中，引起了福田、铃木等党的长老，公明党和民社党也参与的“二阶堂副总裁拥立问题”。二阶堂自身也在拥护田中派内总裁候选人的氛围背景下欲夺取政权，但是由于没有得到田中派的赞成而最终放弃。
后来，与在田中派内跟崭露头角的竹下登、金丸信由于该派主导权问题对立。竹下派成立后，田中派剩余议员则组成二阶堂进派。他自认为是田中派的正统接班人想过参选中曾根后继的总裁，但是没争取到至少50名的推荐人而放弃。
1996年，二阶堂进正式从政坛隐退。2000年2月3日下午，因為心臟問題而在東京都新宿区的醫院去世，享年90歲。日本首相小渊惠三当晚发表谈话，讚誉二阶堂为实现日中两国邦交正常化作出了贡献，并对其的逝世表示哀悼和悲痛。